# Busard
Circus
Pour les articles homonymes, voir Circus.
Genre
Circus est un genre d'oiseaux de la famille des Accipitridés. Les espèces de ce genre ont pour nom normalisé busard. 
Tout busard se reconnaît par ses longues ailes, une longue queue étroite, un vol lent et bas au-dessus des prairies, le vol ramé alternant avec le vol plané caractérisé par les ailes dressées en V au-dessus du corps tenues au-dessus de l'horizontale, ce qui permet de le distinguer avec les buses à la queue courte et arrondie, au vol lourd avec les ailes tenues droites quand elles planent.
Le disque facial de ce rapace diurne, qui rappelle celui des rapaces nocturnes, forme une sorte de parabole qui canalise les sons vers le conduit auditif externe.

## Étymologie
Le genre Circus, introduit en 1799 par le naturaliste Lacépède, fait référence au vol circulaire (grec kirkos, latin circus, « cercle ») de cet oiseau de proie mentionné par plusieurs antiques, et plus tard identifié comme celui du Busard Saint-Martin.

## Liste des espèces et sous-espèces
D'après la classification de référence (version 14.1, 2024) de l'Union internationale des ornithologues, il y a 16 espèces du genre Circus (ordre philogénique) :
- Circus aeruginosus (Linnaeus, 1758) – Busard des roseaux ;
- Circus spilonotus (Kaup, 1847) – Busard d'Orient ;
- Circus spilothorax (Salvadori & D'Albertis, 1875) – Busard de Nouvelle-Guinée ;
- Circus approximans (Peale, 1849) – Busard de Gould ;
- Circus ranivorus (Daudin, 1800) – Busard grenouillard ;
- Circus maillardi (Verreaux, J, 1862) – Busard de Maillard ;
- Circus macrosceles (Newton, A, 1863) – Busard de Madagascar ;
- Circus buffoni (Gmelin, JF, 1788) – Busard de Buffon ;
- Circus assimilis (Jardine & Selby, 1828) – Busard tacheté ;
- Circus maurus (Temminck, 1828) – Busard maure ;
- Circus cyaneus (Linnaeus, 1766) – Busard Saint-Martin ;
- Circus hudsonius (Linnaeus, 1766) – Busard des marais ;
- Circus cinereus (Vieillot, 1816) – Busard bariolé ;
- Circus macrourus (Gmelin, SG, 1770) – Busard pâle ;
- Circus melanoleucos (Pennant, 1769) – Busard tchoug ;
- Circus pygargus (Linnaeus, 1758) – Busard cendré.